# Thomas Rodman Merritt
Pour les articles homonymes, voir Thomas Merritt et Merritt.
Thomas Rodman Merritt (17 octobre 1824-11 janvier 1906) est un homme politique canadien de l'Ontario. Il est député fédéral libéral de la circonscription ontarienne de Lincoln de 1868 à 1874 à la suite d'une élection partielle.

## Biographie
Né à Mayville dans l'État de New York, Merritt étudie au Upper Canada College de Toronto et au Grantham Academy de St. Catharines. En 1839, il ouvre un magasin général en partenariat avec James Rea Benson. Les partenaires achètent des moulins et deux navires afin de transporter la farine. Après rupture de l'association en 1849, Merritt conserve les moulins et ouvre, en 1850, une compagnie de transport maritime de marchandise jusqu'à Brantford.
Merritt siège au conseil municipal de St. Catharines et 1857 à 1859. En 1868, il est élu député de Lincoln lors d'une élection partielle déclenchée à la suite du départ du député James Rea Benson, son ancien partenaire, nommé au sénat. Réélu en 1872, il ne se représente pas en 1874.
En 1869, il vend ses moulins et navires à la firme Norris et Neelon (en). Merritt devient vice-président de la Niagara District Bank ainsi que de l'Imperial Bank of Canada lors de la fusion des deux banques. Il occupe des postes dans plusieurs entreprises dont la Niagara Falls Suspension Bridge Company et de la St. Catharines Gas Light Company. Retiré de la politique, il contribue à la fondation du Bishop Ridley College (en) et siège au conseil du collège de 1888 à 1889.